# John Leckie
John William Leckie (Londra, 23 ottobre 1949) è un produttore discografico britannico.

## Carriera
Ha iniziato a lavorare negli anni '70 presso i prestigiosi Abbey Road Studios di Londra. Nei primi anni di carriera ha collaborato con artisti eccezionali, come John Lennon, George Harrison, Lucio Battisti, Syd Barrett e Pink Floyd.
Ha lasciato gli Abbey Road nel 1978 e ha prodotto diversi album per Simple Minds e Magazine. Ha inoltre prodotto il primo singolo dei Public Image Ltd.
Negli anni '80 ha collaborato con The Fall, Brix Smith, The Posies, The Dukes of Stratosphear, Let's Active, Gene Loves Jezebel, Felt e The Stone Roses (ha prodotto il loro primo album The Stone Roses nel 1989).
Negli anni '90 ha lavorato, tra gli altri, con Ride, Elastica, Cast, Kula Shaker, The Verve e Radiohead.
È stato premiato come "miglior produttore" ai Q Awards 1996 e ai BRIT Awards 1997.
Tra gli anni '90 e gli anni 2000 ha prodotto gli album dei Muse.
Nel 2009 ha prodotto in Messico l'album 11:11 di Rodrigo y Gabriela, mentre nel 2010 a Londra ha prodotto Butterfly House dei The Coral.